# 吉田木村の漢塾
吉田木村の漢塾（よしだきむらのおとこじゅく）は、インターネットラジオ局目黒FMで放送されている対談バラエティ番組。

## 概要
MCの吉田正樹（ワタナベエンターテインメント会長）、木村祐一（吉本興業）と、ミュージックセレクターのKダブシャインに毎回ゲストを1名加えた形で放送する1時間半のトーク番組。2013年（平成25年）10月28日に放送開始。月一回の不定期放送。毎回さまざまなジャンルの第一線で活躍する「その道のプロ」をゲストに、トークを通じてひ弱な日本をシャキッと元気にさせ、若者へ情熱を伝授する漢（オトコ）の闘魂番組。

## 番組コーナー
- 漢の軌跡
第一線で活躍する「その道のプロ」とのトークコーナー。ゲストの生い立ちやその職業になったきっかけ、苦労と成功の話などモニターなどを用いながらトークする。
- 漢の金言
メール紹介コーナー。リスナー、視聴者の悩みに答える。

## 過去ゲスト一覧
- 阿部広太郎（コピーライター）
- 阿曽山大噴火（芸人、裁判ウォッチャー）
- 井上公造（芸能リポーター）
- 岩下尚史（作家）
- 上杉隆（ジャーナリスト）
- 内村宏幸（放送作家）
- 宇野常寛（批評誌・PLANETS編集長・評論家）
- 大川貴史（TVプロデューサー）
- 片山勝三（元吉本興業マネージャー）
- 川田十夢（AR三兄弟）
- 桐谷健太（俳優）
- 倉持由香（グラビアアイドル）
- 倉本美津留（放送作家/ミュージシャン）
- 小松純也（TVディレクター、プロデューサー）
- 佐藤健寿（写真家）
- 佐山聡（初代タイガーマスク）
- Zeebra（ヒップホップアーティスト）
- ぜんじろう（スタンダップコメディアン）
- 高橋がなり（実業家）
- 立川談慶（落語家）
- トベタ・バジュン（音楽家、プロデューサー）
- 戸部田誠（てれびのスキマ）
- 長江俊和（映画監督）
- 西野亮廣（キングコング）
- 羽田圭介（芥川賞作家）
- 藤田晋（サイバーエージェント代表取締役社長）
- 古谷敏（初代ウルトラマンスーツアクター）
- ぽこた（歌手）
- マキタスポーツ（芸人、ミュージシャン）
- マギー（俳優・芸人）
- 松尾潔（音楽プロデューサー）
- マックスむらい（実業家、動画クリエイター、YouTuber）
- 三上丈晴（「月刊ムー」第5代目編集長）
- 箭内道彦（クリエイター）
- 山本太郎（参議院議員）
- 吉田豪（プロインタビュアー）
- リリー・フランキー（マルチタレント）
- 脇阪寿一（レーシングドライバー）